# حبيل خلة (مودية)

تعديل مصدري - تعديل

حبيل خلة هي إحدى قرى عزلة مودية بمديرية مودية التابعة لمحافظة أبين، بلغ تعداد سكانها 73 نسمة حسب تعداد اليمن لعام 2004.